# James Schuyler
James Marcus Schuyler (ur. 9 listopada 1923, zm. 12 kwietnia 1991) – amerykański poeta końca XX w., laureat Nagrody Pulitzera.

## Życiorys
Był synem reportera Marcusa Schuylera i Margaret Daisy Connor Schuyler, pochodził z Chicago. W latach 1941–1943 uczęszczał do Bethany College w Wirginii Zachodniej.
Pod koniec lat 40. przeniósł się do Nowego Jorku, gdzie pracował w NBC i zaprzyjaźnił się z W.H. Audenem. W 1947 przeprowadził się do Europy. Zamieszkał na wyspie Ischia we Włoszech, gdzie mieszkał w wynajmowanym przez Audena apartamencie. Schuyler był sekretarzem swego przyjaciela. W latach 1947–1948 studiował na Uniwersytecie we Florencji. Po powrocie do Stanów Zjednoczonych zamieszkał w Nowym Jorku z Johnem Ashberym i Frankiem O’Harą. 
Był przedstawicielem Szkoły nowojorskiej. W 1981 otrzymał Nagrodę Pulitzera za tom Poranek poematu (ang. The Morning of the Poem). W 1969 wydał wspólnie z Johnem Ashberym powieść A Nest of Ninnies. Był stypendystą Fundacji Guggenheima i Amerykańskiej Akademii Poetów. Jego wiersz The Morning of the Poem (Poranek poematu) jest zaliczany do najlepszych poematów ery postmodernistycznej.
Zmarł na Manhattanie w kwietniu 1991, w wyniku udaru mózgu.

## Życie prywatne
Był homoseksualistą, cierpiał na chorobę afektywną dwubiegunową.

## Polskie przekłady
- Ameryka, Ameryka! Antologia wierszy poetów amerykańskich po 1940 roku (wybrał i tłumaczył Grzegorz Musiał, Pomorze Bydgoszcz 1994)
- Literatura na Świecie nr 3/1994 (272) (Numer poświęcony twórczości poetów z kręgu Szkoły nowojorskiej. W tomie m.in. wybór wierszy Schuylera oraz fragment „Poranka poematu” w tłumaczeniu Bohdana Zadury.)
- Literatura na Świecie nr 5-6/2007 (430-431) (Numer poświęcony twórczości Schuylera i W.H. Audena. Opublikowano m.in. najsłynniejszy wiersz poety Poranek poematu w przekładzie Bohdana Zadury i Andrzeja Sosnowskiego oraz szkice, wybór wierszy, listy poety oraz jego wspólne prace z Ronem Padgettem i Johnem Ashberym.)
- Co na kolację? (tłum. Marcin Szuster, posłowie Andrzej Sosnowski, Wydawnictwo W.A.B., Warszawa 2012)
- Trzy poematy (tłum. Marcin Sendecki, Andrzej Sosnowski, Bohdan Zadura, Biuro Literackie, Wrocław 2012)